# Вукова (Тимиш)
Вукова (рум. Vucova) насеље је у Румунији у округу Тимиш у општини Кеверешу Маре. Oпштина се налази на надморској висини од 106 m.

## Прошлост
Место има српски назив, а према "Румунској енциклопедији" основано је око 1690. године. Пописом 1717. године у селу је записано 63 брвнаре. Колонизација Немаца почиње 1785. године, а Словака од 1807. године. Било је више таласа колонизације Словака, који су 1852. године већ подигли своју евангелистичку цркву.
Аустријски царски ревизор Ерлер је 1774. године констатовао да место (са очигледно српским називом) припада Тамишком округу, Чаковског дистрикта. Становништво је било претежно влашко. Када је 1797. године пописан православни клир ту су два свештеника. Пароси, Поповићи, поп Георгије (рукоп. 1784) и поп Николаје (1794) знали су само румунски језик.

## Становништво
Према подацима из 2002. године у насељу је живело 378 становника.

### Попис2002.
| Расподела становништва по националности 2002.‍ | Расподела становништва по националности 2002.‍ | Расподела становништва по националности 2002.‍ | Расподела становништва по националности 2002.‍ | Расподела становништва по националности 2002.‍ |
| --------------------------------------------- | --------------------------------------------- | --------------------------------------------- | --------------------------------------------- | --------------------------------------------- |
|                                               |                                               |                                               |                                               |                                               |
| Румуни                                        | Румуни                                        |                                               | 234                                           | 63,1%                                         |
| Срби                                          | Срби                                          |                                               | 5                                             | 1,3%                                          |
| Словаци                                       | Словаци                                       |                                               | 132                                           | 35,6%                                         |